# Bradley (Illinois)
Bradley – wieś (village) w hrabstwie Kankakee, w północno-wschodniej części stanu Illinois, w Stanach Zjednoczonych, położona w zespole miejskim Kankakee.

## Demografia
W 2013 roku wieś liczyła 15 793 mieszkańców. W 2023 roku liczba mieszkańców spadła do 15 263 osób, a gęstość zaludnienia poniżej 812 osób/km².

## Nazwa
Oficjalne założenie miejscowości nastąpiło w 1892 roku. Początkowo nosiła ona nazwę North Kankakee, w 1895 roku nazwa została zmieniona na obecną.